# أمينة سلطان
أمينة سلطان (بالتركية: Emine Sultan)‏ هي ابنة السلطان العثماني عبد العزيز الأول. وُلدت في 24 أغسطس 1874 في إسطنبول، وتوفيت في 30 يناير 1920 في إسطنبول.